# 장운수
장운수(張雲洙, 1928년 11월 19일 ~ 1992년 12월 28일)는 대한민국의 축구 감독으로, 평안북도 출신이다. 대우 로얄즈의 2대 감독이기도 하다. 1987년 대우 로얄즈의 단장직을 마지막으로 축구계에서 은퇴하였으며 다음 해 4월부터 뇌졸중으로 투병해 왔다가 1992년 작고하였다.

## 축구인 경력
평안북도 출신으로 수많은 축구스타들을 육성했던 한국 축구사에서 주목할 만한 감독이다. 그가 길러낸 선수들 중 유명한 선수만 꼽아봐도 차범근, 이태호, 장외룡, 이장수, 이춘석, 정해원, 조광래, 유태목, 정용환, 김풍주 등이 있으며, 현재 축구계 임원으로 활약중인 안종복, 오세권 등도 장운수 감독의 제자였다. 대우 로얄즈의 2대 감독이기도 하며, 84시즌 대우를 K리그 우승으로 이끌어 지도자 상을 수상한 바있다.

### 경신고감독 시절(차범근 발굴)
장운수 감독은 경신고 감독 시절 차범근을 발굴해 축구 선수가 될 수 있도록 인도한 은인으로 유명한데, 본래 중학교 때까지 하키 선수였던 차범근을, 당대 축구 명문이었던 경신중학교로 전학시켜 축구부에 들어갈 수 있도록 배려해주었다. 차범근이 경신고등학교 재학 시절, 차범근을 축구계에 처음으로 소개해 (월간축구 71년 1월호, 이달의 유망 선수), 청소년대표 발탁으로 이끈 장본인도 역시 장운수 감독이다. (차범근도 자신이 가장 고마움을 느끼는 스승 2명에 고 장운수 감독과 고 리뉘스 미헐스 감독을 꼽았다.)
훗날, 차범근이 독일에서 성공가도를 달릴 무렵, 장운수 감독이 제자를 찾아 독일을 방문한 적이 있었는데, 차범근과 만난 시간이 저녁 8시였다고 한다. 오랜만에 은인을 만난 차범근은 반가운 기색을 감추지 않았으나, 제대로 얘기를 해볼 새도 없이 9시가 되자마자 "선생님, 내일 훈련 스케줄이 있어 먼저 자야겠습니다." 라고 말하며, 침실로 들어가버렸다는 일화가 전해진다. 차범근의 철저한 자기관리를 꼽을 때 으레 드는 에피소드 중 하나.

### 안양공고시절
80년대 초중반, 한국 스트라이커의 차세대 기대주이자, 플레이메이커 자질까지 갖추고 있었던 정해원을 안양공고 시절부터 대우 로얄즈에 이르기까지 지도했던 이도 장운수 감독이었다. 70년대 당시 안양공고는, 오갈데 없는 고아들을 축구부에서 합숙시키며 축구를 시키기로 유명했는데, 보통의 고등학생보다 3~4살 위였던 안양공고 선수들 틈바귀에서 좋은 활약을 펼쳤던 정해원과 이춘석을 장운수 감독은, 자신이 안양공고 감독에서 연세대 코치로 옮기면서 이들을 연세대로 진학시켜, 한국 국가대표 공격진에 차세대 에이스로 육성하게 된다. 연세대 시절 정해원은 50M 단독 드리블에 이은 골로 세간의 주목을 받아, 이후 국가대표 붙박이 공격수가 되었으며, 이춘석 선수는 대우로얄즈에서 타겟 스트라이커 역할을 훌륭히 수행하며 박양하선수의 파트너가 되어 활약했다.

### 연세대시절
장운수 감독이 연세대 코치로 재직할 당시, 연세대에는 GK 정성교, DF 이장수, 장외룡, MF 유태목, 왕선재, FW 정해원, 이춘석 등의 충실한 멤버 구성을 자랑했다. 하이라이트는 80년 3월 대통령배 전국축구대회 결승전이었는데, 연세대는 각급 실업팀을 모두 누르고 결승전에 진출, 당시 아마축구 최강자의 위치에 있었던 육군 충의(상무의 전신) 팀과 맞붙게 되었을 때의 일인데, 당시 육군에는 조광래, 최종덕, 박성화 등 국가대표 선수들이 즐비했고, 도저히 연세대는 상대가 안될 것처럼 보였다. 그러나, 전반 초반 위에 언급했던 정해원의 50M 단독 드리블에 의한 거짓말 같은 골로 리드를 잡은 연세대는 후반 20분 유태목의 쐐기골로 2:0 승. 동 대회 우승을 차지한다. 이때의 활약으로 정해원 장외룡 왕선재 유태목 등은 모두 국가대표로 차출되었고, 장운수 코치는 대우 로얄즈 감독으로 부임하기에 이른다.

## K리그 감독 기록
| 소속팀      | 연도 | 승 | 무 | 패 | 리그 순위 |
| ----------- | ---- | -- | -- | -- | --------- |
| 대우 로얄즈 | 1983 | 6  | 7  | 3  | 2위       |
| 대우 로얄즈 | 1985 | 9  | 7  | 5  | 3위       |
| 대우 로얄즈 | 1986 | 17 | 4  | 15 | 3위       |
| 통산[2]     | -    | 32 | 18 | 23 |           |

## 참고 사항
1. ↑  “사람 사람 사람들”. 동아일보. 1991년 11월 22일. 2022년 2월 1일에 확인함.
2. ↑  1984년 시즌은 기록상으로는 조윤옥 감독으로 되어있으나, 시즌 중반 조윤옥 감독이 사실상 경질되고 장운수 감독 대행체제를 구성

| 전임 초대 | 제1대 부산 아이파크 감독 1983 | 후임 조윤옥 |

| 전임 조윤옥 | 제3대 부산 아이파크 감독 1984 - 1986 | 후임 이차만 |